# Cantón de Domart-en-Ponthieu
El cantón de Domart-en-Ponthieu era una división administrativa francesa, que estaba situada en el departamento de Somme y la región de Picardía.

## Composición
El cantón estaba formado por veinte comunas:
- Berneuil
- Berteaucourt-les-Dames
- Bonneville
- Canaples
- Domart-en-Ponthieu
- Fieffes-Montrelet
- Franqueville
- Fransu
- Halloy-lès-Pernois
- Havernas
- Lanches-Saint-Hilaire
- La Vicogne
- Naours
- Pernois
- Ribeaucourt
- Saint-Léger-lès-Domart
- Saint-Ouen
- Surcamps
- Vauchelles-lès-Domart
- Wargnies

## Supresión del cantón de Domart-en-Ponthieu
En aplicación del Decreto n.º 2014-263 de 26 de febrero de 2014, el cantón de Domart-en-Ponthieu fue suprimido el 22 de marzo de 2015 y sus 20 comunas pasaron a formar parte; catorce del nuevo cantón de Flixecourt, tres del nuevo cantón de Corbie y tres del nuevo cantón de Doullens.